# Aeródromo Loncopan
El Aeródromo Loncopan (OACI: SCFU), es un terminal aéreo ubicado junto a la localidad de Loncopan, Provincia del Ranco, Región de Los Ríos, Chile. Es de propiedad privada.